# مجلس اللسان العربي (موريتانيا)
تأسس مجلس اللسان العربي بموريتانيا في 9 رجب 1438ه‍ الموافق 7 إبريل 2017م بترخيص من الحكومة الموريتانية ليكون بيت خبرة وبحث في علوم اللغة العربية وقضاياها، واعتمدته وزارة التعليم العالي والبحث العلمي بصفة جمعية، وحظي بعضوية اتحاد المجامع اللغوية العلمية العربية.